# 德鲁·韦斯曼
德鲁·韦斯曼（英語：Drew Weissman，1959年9月7日—）是一名美国医学家，以其对RNA生物学的贡献知名，2023年與卡塔林·卡里科一起獲得诺贝尔生理学或医学奖。他的工作有助于研发有效的信使RNA疫苗，其中最著名的是BioNTech/輝瑞和莫德纳生产的2019冠状病毒病疫苗。韦斯曼是宾夕法尼亚大学佩雷尔曼医学院的医学教授。

## 教育
韦斯曼于1981年在布兰代斯大学获得硕士学位，在杰拉尔德·法斯曼指导下研究生物化学和酶学。后来到波士顿大学念免疫学和微生物学的研究生，并于1987年获医学博士和博士学位。之后，韦斯曼在贝斯以色列女执事医疗中心实习，随后在美国国立卫生研究院获得奖学金，由现任美国国家过敏症和传染病研究所所长安东尼·福奇指导。

## 研究生涯
1997年，韦斯曼转入宾夕法尼亚大学，有了自己的实验室，专攻RNA和先天免疫系统生物学。正是在这里，他和考里科·卡塔林发现修饰RNA以用于实际治疗的方法，并公之于众。2006年，他和考里科共同创立了RNARx公司。他们的目标是研发新的RNA疗法。韦斯曼是该大学的医学教授，还是美国临床研究联合会、美国医师协会和美国免疫学家协会的会员。